# Maurice Thorez

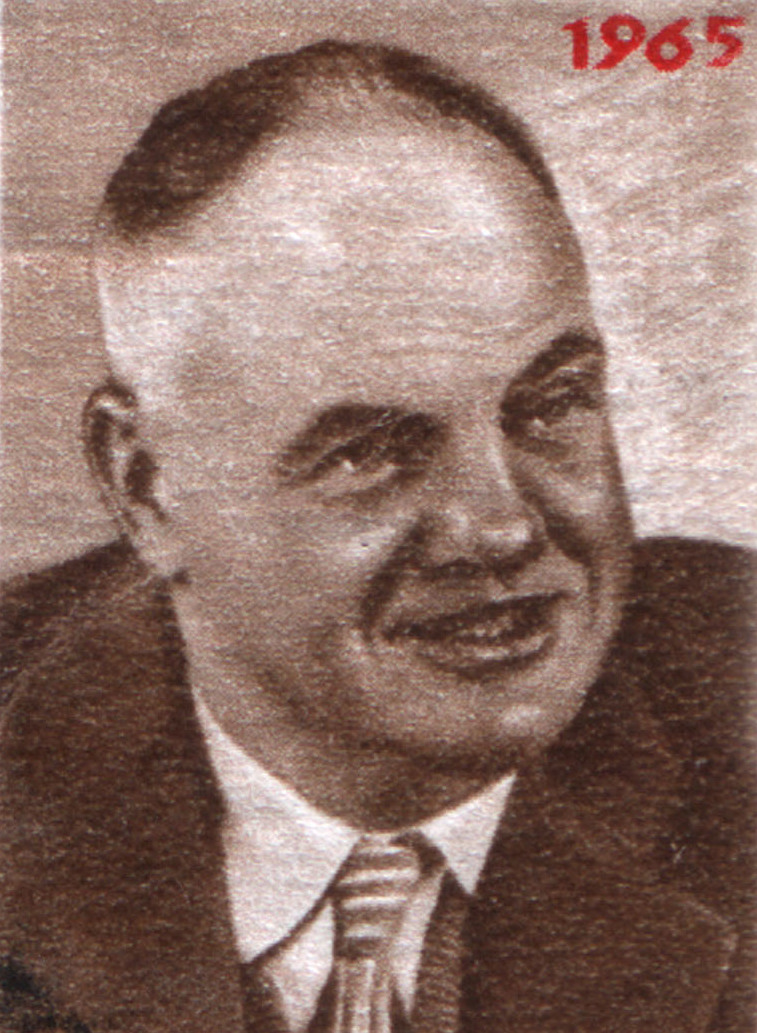
Maurice Thorez (timbru din URSS)

Maurice Thorez (n. 28 aprilie 1900, Noyelles-Godault, communauté d'agglomération d'Hénin-Carvin⁠(d), Franța – d. 11 iulie 1964, Marea Neagră) a fost un politician francez, care a deținut funcția de secretar-general al Partidului Comunist Francez în perioada 1930 - 1964.
S-a născut în departamentul Pas-de-Calais și a murit în URSS la Marea Neagră.